# Світова класика бейсболу 2017
Світова класика бейсболу 2017, (англ. World Baseball Classic, WBC) — четвертий за рахунком розіграш бейсбольного турніру між національними збірними країн, що має офіційний статус чемпіонату світу з бейсболу. Пройшов з 6 по 22 березня 2017 року у містах Токіо (Японія), Сеул (Південна Корея), Сапопан (Мексика), Маямі, Сан-Дієго, Лос-Анджелес (США). Переможцем турніру вперше стала збірна США, яка у фіналі перемогла збірну Пуерто-Рико – 8:0.

## Формат
Організатори турніру вирішили повернутися до формату групових турнірів, який застосовувався ще на першій Світовій класиці 2006 року. Змагання на груповій стадії і в першому, і в другому раунді проходили за круговою системою. Але для зменшення ймовірності того, що команди вибували з боротьби на основі статистичних показників, була передбачена можливість проведення додаткового сьомого матчу в групі, щоб визначити кращу команду у разі однакових показників.
- якщо дві команди мали однакове співвідношення перемог-поразок у боротьбі за перше місце в групі, додатковий матч не проводився. Вирішальним показником був результат зіграного матчу між цими двома командами.
- якщо три команди мали однакове співвідношення перемог-поразок у боротьбі за перше місце в групі, результати матчів між собою не дають змогу визначити кращу команду (три команди мають показник 2–1). У цьому випадку перше місце визначалося за статистичними показниками, а дві команди, що залишилися, у додатковому матчі вирішували, хто займе друге місце і вийде до наступного раунду.
- якщо три команди мали однакове співвідношення перемог-поразок у боротьбі за друге місце в групі, результати матчів між собою не дають змогу визначити кращу команду (три команди мають показник 1–2). У цьому випадку найгірша команда визначалася за статистичними показниками, а дві команди, що залишилися, у додатковому матчі вирішували, хто займе друге місце і вийде до наступного раунду.

У двох останніх випадках застосувалися наступні статстичні показники:
1. Найменше співвідношення кількості пропущених ранів до зіграних у захисті інінгів у матчах між командами, що мають однакову кількість перемог.
2. Найменше співідношення кількості зароблених суперником ранів до зіграних у захисті інінгів у матчах між командами, що мають однакову кількість перемог.
3. Найвищий середній показник відбивання у матчах між командами, що мають однакову кількість перемог.
4. Жереб[2].

### Кваліфікаційний турнір
12 команд, які зайняли перші три місцях в групах у першому раунді Світової класики 2013, отримали гарантоване місце на турнірі 2017 року. Команди, що посіли останні місця в групах (збірні Бразилії, Іспанії, Австралії, Мексики), разом з ще 12 командами грали кваліфікаційний турнір, щоб розіграти ще 4 місця на Світову класику 2017. Кваліфікація проходила в 4 групах за системою «вибування після двох поразок». Матчі проходили в лютому, березні та вересні 2016 року. Місця проведення матчів – Сідней, Мехікалі, Панама-Сіті, Нью-Йорк. Переможцями груп і, відповідно, учасниками Світової класики стали збірні Австралії, Мексики, Колумбії та Ізраїлю. Дві останні вперше отримали право зіграти у фінальній частині Світової класики.

## Склад груп
| Група A           | Група B   | Група C                  | Група D     |
| ----------------- | --------- | ------------------------ | ----------- |
| Південна Корея    | Японія    | США                      | Мексика     |
| Китайський Тайбей | Австралія | Канада                   | Італія      |
| Нідерланди        | КНР       | Колумбія                 | Пуерто-Рико |
| Ізраїль           | Куба      | Домініканська Республіка | Венесуела   |

## Склади команд
Склади команд офіційно були оголошені 8 лютого 2017 року на офіційному сайті ВЛБ.

## Стадіони
Для проведення матчів турніру було залучено 6 стадіонів.
| Група A               | Групи B і E      | Група C          |
| --------------------- | ---------------- | ---------------- |
| Сеул (Південна Корея) | Токіо (Японія)   | Маямі (США)      |
| Гочеок Скай Доум      | Токіо Доум       | Марлінс Парк     |
| Місткість: 16800      | Місткість: 46000 | Місткість: 36742 |
|                       |                  |                  |

| Група D                   | Група F          | Півфінали і фінал  |
| ------------------------- | ---------------- | ------------------ |
| Сапопан (Мексика)         | Сан-Дієго (США)  | Лос-Анджелес (США) |
| Естадіо Чаррос де Халіско | Петко Парк       | Доджер Стедіум     |
| Місткість: 16000          | Місткість: 40162 | Місткість: 56000   |
|                           |                  |                    |

## Перший раунд
Пояснення кольорової легенди у таблицях:
|  | Пройшли до другого раунду і кваліфікувалися на Світову класику бейсболу 2021          |
|  | Грали додатковий матч за 2-ге місце, кваліфікувалися на Світову класику бейсболу 2021 |
|  | Вибули, але кваліфікувалися на Світову класику бейсболу 2021                          |
|  | Вибули, будуть проходити кваліфікаційний відбір на Світову класику бейсболу 2021      |

### Група A
|                |       |                  |                   |           |                   |    |            |         |
| Дата           | Час   | Місце проведення |                   | Результат |                   | Ін | Тривалість | Глядачі |
| 6 березня 2017 | 19:00 | Сеул             | Ізраїль           | 2:1       | Південна Корея    | 10 | 4:11       | 15470   |
| 7 березня 2017 | 12:00 | Сеул             | Ізраїль           | 15:7      | Китайський Тайбей |    | 3:54       | 3287    |
| 7 березня 2017 | 19:00 | Сеул             | Південна Корея    | 0:5       | Нідерланди        |    | 3:03       | 15184   |
| 8 березня 2017 | 18:30 | Сеул             | Китайський Тайбей | 5:6       | Нідерланди        |    | 3:21       | 3606    |
| 9 березня 2017 | 12:00 | Сеул             | Нідерланди        | 2:4       | Ізраїль           |    | 3:12       | 2739    |
| 9 березня 2017 | 18:30 | Сеул             | Південна Корея    | 11:8      | Китайський Тайбей | 10 | 4:40       | 12000   |

| М | Команда           | В | П | HTH | RA | IPD | RA/IPD | TG |
| - | ----------------- | - | - | --- | -- | --- | ------ | -- |
| 1 | Ізраїль           | 3 | 0 | −   | −  | −   | −      | −  |
| 2 | Нідерланди        | 2 | 1 | −   | −  | −   | −      | −  |
| 3 | Південна Корея    | 1 | 2 | −   | −  | −   | −      | −  |
| 4 | Китайський Тайбей | 0 | 3 | −   | −  | −   | −      | −  |

### Група B
|                 |       |                  |           |           |           |    |            |         |
| Дата            | Час   | Місце проведення |           | Результат |           | Ін | Тривалість | Глядачі |
| 7 березня 2017  | 19:00 | Токіо            | Куба      | 6:11      | Японія    |    | 3:56       | 44908   |
| 8 березня 2017  | 12:00 | Токіо            | КНР       | 0:6       | Куба      |    | 3:14       | 39102   |
| 8 березня 2017  | 19:00 | Токіо            | Японія    | 4:1       | Австралія |    | 3:18       | 41408   |
| 9 березня 2017  | 19:00 | Токіо            | Австралія | 11:0      | КНР       | 8  | 2:59       | 3013    |
| 10 березня 2017 | 12:00 | Токіо            | Австралія | 3:4       | Куба      |    | 3:36       | 38050   |
| 10 березня 2017 | 19:00 | Токіо            | КНР       | 1:7       | Японія    |    | 2:41       | 40053   |

| М | Команда   | В | П | HTH | RA | IPD | RA/IPD | TG |
| - | --------- | - | - | --- | -- | --- | ------ | -- |
| 1 | Японія    | 3 | 0 | −   | −  | −   | −      | −  |
| 2 | Куба      | 2 | 1 | −   | −  | −   | −      | −  |
| 3 | Австралія | 1 | 2 | −   | −  | −   | −      | −  |
| 4 | КНР       | 0 | 3 | −   | −  | −   | −      | −  |

### Група C
|                 |       |                  |                          |           |                          |    |            |         |
| Дата            | Час   | Місце проведення |                          | Результат |                          | Ін | Тривалість | Глядачі |
| 9 березня 2017  | 18:00 | Маямі            | Канада                   | 2:9       | Домініканська Республіка |    | 3:14       | 27388   |
| 10 березня 2017 | 18:00 | Маямі            | Колумбія                 | 2:3       | США                      | 10 | 3:25       | 22580   |
| 11 березня 2017 | 12:00 | Маямі            | Колумбія                 | 4:1       | Канада                   |    | 2:54       | 17209   |
| 11 березня 2017 | 18:30 | Маямі            | США                      | 5:7       | Домініканська Республіка |    | 3:38       | 37446   |
| 12 березня 2017 | 12:30 | Маямі            | Домініканська Республіка | 10:3      | Колумбія                 | 11 | 4:44       | 36952   |
| 12 березня 2017 | 19:00 | Маямі            | Канада                   | 0:8       | США                      |    | 3:01       | 22303   |

| М | Команда                  | В | П | HTH | RA | IPD | RA/IPD | TG |
| - | ------------------------ | - | - | --- | -- | --- | ------ | -- |
| 1 | Домініканська Республіка | 3 | 0 | −   | −  | −   | −      | −  |
| 2 | США                      | 2 | 1 | −   | −  | −   | −      | −  |
| 3 | Колумбія                 | 1 | 2 | −   | −  | −   | −      | −  |
| 4 | Канада                   | 0 | 3 | −   | −  | −   | −      | −  |

### Група D
|                               |       |                  |             |           |             |    |            |         |
| Дата                          | Час   | Місце проведення |             | Результат |             | Ін | Тривалість | Глядачі |
| 9 березня 2017                | 20:00 | Сапопан          | Мексика     | 9:10      | Італія      |    | 3:39       | 14296   |
| 10 березня 2017               | 20:00 | Сапопан          | Венесуела   | 0:11      | Пуерто-Рико | 7  | 2:43       | 14806   |
| 11 березня 2017               | 14:00 | Сапопан          | Венесуела   | 11:10     | Італія      | 10 | 4:43       | 12187   |
| 11 березня 2017               | 20:30 | Сапопан          | Пуерто-Рико | 9:4       | Мексика     |    | 3:40       | 15647   |
| 12 березня 2017               | 13:30 | Сапопан          | Італія      | 3:9       | Пуерто-Рико |    | 2:42       | 11924   |
| 12 березня 2017               | 20:00 | Сапопан          | Мексика     | 11:9      | Венесуела   |    | 4:44       | 15489   |
| Додатковий матч за 2-ге місце |       |                  |             |           |             |    |            |         |
| 13 березня 2017               | 19:30 | Сапопан          | Венесуела   | 4:3       | Італія      |    | 3:26       | 1783    |

| М | Команда     | В | П | HTH | RA | IPD  | RA/IPD | TG |
| - | ----------- | - | - | --- | -- | ---- | ------ | -- |
| 1 | Пуерто-Рико | 3 | 0 | −   | −  | −    | −      | −  |
| 2 | Венесуела   | 2 | 2 | 1−1 | 21 | 19.0 | 1.105  | W  |
| 3 | Італія      | 1 | 3 | 1−1 | 20 | 19.0 | 1.053  | L  |
| 4 | Мексика     | 1 | 2 | 1−1 | 19 | 17.0 | 1.117  | −  |

## Другий раунд

### Група E
|                 |       |                  |            |           |            |    |            |         |
| Дата            | Час   | Місце проведення |            | Результат |            | Ін | Тривалість | Глядачі |
| 12 березня 2017 | 12:00 | Токіо            | Куба       | 1:4       | Ізраїль    |    | 3:14       | 43153   |
| 12 березня 2017 | 19:00 | Токіо            | Японія     | 8:6       | Нідерланди | 11 | 4:46       | 44326   |
| 13 березня 2017 | 19:00 | Токіо            | Нідерланди | 12:2      | Ізраїль    | 8  | 3:04       | 5017    |
| 14 березня 2017 | 19:00 | Токіо            | Куба       | 5:8       | Японія     |    | 3:25       | 32717   |
| 15 березня 2017 | 12:00 | Токіо            | Нідерланди | 14:1      | Куба       | 7  | 2:19       | 40680   |
| 15 березня 2017 | 19:00 | Токіо            | Ізраїль    | 3:8       | Японія     |    | 3:28       | 43179   |

| М | Команда    | В | П | HTH | RA | IPD | RA/IPD | TG |
| - | ---------- | - | - | --- | -- | --- | ------ | -- |
| 1 | Японія     | 3 | 0 | −   | −  | −   | −      | −  |
| 2 | Нідерланди | 2 | 1 | −   | −  | −   | −      | −  |
| 3 | Ізраїль    | 1 | 2 | −   | −  | −   | −      | −  |
| 4 | Венесуела  | 0 | 3 | −   | −  | −   | −      | −  |

### Група F
|                 |       |                  |                          |           |                          |    |            |         |
| Дата            | Час   | Місце проведення |                          | Результат |                          | Ін | Тривалість | Глядачі |
| 14 березня 2017 | 18:00 | Сан-Дієго        | Домініканська Республіка | 1:3       | Пуерто-Рико              |    | 3:16       | 16637   |
| 15 березня 2017 | 18:00 | Сан-Дієго        | Венесуела                | 2:4       | США                      |    | 3:13       | 16635   |
| 16 березня 2017 | 19:00 | Сан-Дієго        | Венесуела                | 0:3       | Домініканська Республіка |    | 4:05       | 16390   |
| 17 березня 2017 | 19:00 | Сан-Дієго        | США                      | 5:6       | Пуерто-Рико              |    | 3:09       | 32463   |
| 18 березня 2017 | 12:30 | Сан-Дієго        | Пуерто-Рико              | 13:2      | Венесуела                |    | 3:24       | 20778   |
| 18 березня 2017 | 19:00 | Сан-Дієго        | США                      | 6:3       | Домініканська Республіка |    | 3:40       | 43002   |

| М | Команда                  | В | П | HTH | RA | IPD | RA/IPD | TG |
| - | ------------------------ | - | - | --- | -- | --- | ------ | -- |
| 1 | Пуерто-Рико              | 3 | 0 | −   | −  | −   | −      | −  |
| 2 | США                      | 2 | 1 | −   | −  | −   | −      | −  |
| 3 | Домініканська Республіка | 1 | 2 | −   | −  | −   | −      | −  |
| 4 | Куба                     | 0 | 3 | −   | −  | −   | −      | −  |

## Фінальний раунд

### Півфінали
|                 |       |                  |            |           |             |    |            |         |
| Дата            | Час   | Місце проведення |            | Результат |             | Ін | Тривалість | Глядачі |
| 20 березня 2017 | 18:00 | Лос-Анджелес     | Нідерланди | 3:4       | Пуерто-Рико | 11 | 4:19       | 24865   |
| 21 березня 2017 | 18:00 | Лос-Анджелес     | США        | 2:1       | Японія      |    | 3:12       | 33462   |

### Фінал
|                 |       |                  |     |           |             |    |            |         |
| Дата            | Час   | Місце проведення |     | Результат |             | Ін | Тривалість | Глядачі |
| 22 березня 2017 | 18:00 | Лос-Анджелес     | США | 8:0       | Пуерто-Рико |    | 3:30       | 51565   |

## MVP і Збірна кращих гравців
Найціннішим гравцем (MVP) турніру був визнаний пітчер збірної США Маркус Строумен.
Найкращі гравці за позиціями:
| Позиція | Гравець           |
| ------- | ----------------- |
| К       | Ядіер Моліна      |
| 1Б      | Ерік Госмер       |
| 2Б      | Хав'єр Баес       |
| 3Б      | Карлос Корреа     |
| ШС      | Франциско Ліндор  |
| АФ      | Владімір Балентін |
| АФ      | Грегорі Поланко   |
| АФ      | Крістіан Єліч     |
| ВХ      | Карлос Белтран    |
| П       | Кодаі Сенга       |
| П       | Маркус Строумен   |
| П       | Джош Зейд         |